# Taraclia de Salcie
Taraclia de Salcie es una localidad de Moldavia en el distrito (raión) de Cahul.

## Geografía
Se encuentra a una altitud de 74 m s. n. m. a 165 km de la capital nacional, Chisináu.

## Demografía
En el censo 2014 el total de población de la localidad fue de 1 523 habitantes.